# PA-256
A  PA-256 é uma rodovia brasileira do estado do Pará. Essa estrada inicia na PA-151; intercepta a PA-451 na altura do km 50; intercepta a BR-010 na altura do km 200; e tem seu limite leste no Rio Gurupi, fronteira do Pará com o Maranhão. A rodovia liga as regiões do Vale do Acará e Vale do rio Capim além das rodovias Belém - Brasília ( BR -010) na altura de Paragominas e Paulo Fonteles (PA -150) na Altura de Tailândia.
Está localizada na região nordeste do estado, atendendo aos municípios de Mocajuba, Moju, Acará, Tomé-Açu, Ipixuna do Pará e Paragominas. 